# Урал (Янаульский район)
Урал — деревня в Янаульском районе Республики Башкортостан Российской Федерации. Входит в состав Ямадинского сельсовета.
С 2005 современный статус. 

## География

### Географическое положение
Находится при пруде Чаршады. 
Расстояние до:
- районного центра (Янаул): 44 км,
- центра сельсовета (Ямады): 11 км,
- ближайшей ж/д станции (Янаул): 44 км.

## История
Посёлок возник до Великой Отечественной войны, вероятно, как отделение одноимённого колхоза.
Статус деревня, сельского населённого пункта, посёлок получил согласно Закону Республики Башкортостан от 20 июля 2005 года N 211-з «О внесении изменений в административно-территориальное устройство Республики Башкортостан в связи с образованием, объединением, упразднением и изменением статуса населенных пунктов, переносом административных центров», ст.1:

6. Изменить статус следующих населенных пунктов, установив тип поселения - деревня:
52) в Янаульском районе:…
 
в) поселка Урал Ямадинского сельсовета
.

## Население
| 2002 | 2009 | 2010 |
| ---- | ---- | ---- |
| 83   | ↘76  | ↘73  |

В 1982 году население составляло около 130 человек.
В 1989 году — 105 человек (43 мужчины, 62 женщины).
В 2002 году — 83 человека (37 мужчин, 46 женщин), башкиры (96 %).
В 2010 году — 73 человека (31 мужчина, 42 женщины).